# Conclaaf van 1362
Het conclaaf van 1362 vond plaats van 22 september tot 28 oktober 1362 in het Palais des Papes te Avignon, en volgde op de dood van paus Innocentius VI op 12 september 1362. Het conclaaf leidde tot de verkiezing van Guillaume de Grimoard als paus Urbanus V. Hij werd daarmee de zesde paus tijdens het Pausdom van Avignon.

## Deelnemende kardinalen
Twintig van de eenentwintig kardinalen namen deel aan het conclaaf; de enige afwezige was kardinaal Gil Álvarez de Albornoz, die als pauselijk legaat in Italië verbleef. Het College van Kardinalen was verdeeld in twee hoofdgroepen: Franse kardinalen en Gasconse kardinalen, de laatsten waren onderdanen van de Engelse koning in zijn hoedanigheid als hertog van Aquitanië. Een aanzienlijk aantal kardinalen, elf of twaalf, was afkomstig uit de Franse regio Limousin, waaronder drie neven van paus Innocentius VI en zes neven van paus Clemens VI. 

## Verloop
Na zes dagen stemden de kardinalen voor Hugues Roger, kardinaal en neef van Clemens VI. Hij weigerde echter resoluut de pauselijke verkiezing, in tegenstelling tot de gebruikelijke praktijk waarbij kandidaten aanvankelijk weigerden om vervolgens te accepteren. Daarna werd kardinaal Raymond de Canillac als mogelijke kandidaat overwogen, maar hij slaagde er niet in de vereiste tweederdemeerderheid te behalen. Toen duidelijk werd dat geen van de kardinalen voldoende steun kon verkrijgen, richtten zij hun aandacht op kandidaten buiten het College.
Op 28 oktober bereikten de kardinalen overeenstemming over Guillaume de Grimoard, abt van Sint-Victor in Marseille en apostolisch legaat in het Koninkrijk Napels. Vanwege de vrees dat Italiaanse voorstanders van een terugkeer van het pausdom naar Rome hem zouden tegenhouden, nodigden de Franse kardinalen hem uit naar Avignon onder het voorwendsel van een consultatie, zonder hem op de hoogte te stellen van zijn verkiezing. Grimoard arriveerde vijf weken later in Avignon, waar hij werd gekroond als paus Urbanus V.